# Freigeister
Freigeister ist eine Operette in zwei Akten von Franz von Suppè. Das Libretto stammt von Karl Costa. Die Uraufführung war am 23. Oktober 1866 im Carltheater in Wien.

## Handlung
Die Operette spielt im Handwerkermilieu des 17. Jahrhunderts in einer deutschen Kleinstadt.
Ein Wirrkopf namens Rothuber will mit einer Schar Handwerker einen Bund der Freigeister gründen und sich mit diesem den Freimaurern anschließen. Außerdem will er sich mit Hilfe seines Bundes und der Unterstützung Wallerichs, dem Führer der Waffenschmiede, zum Zunftmeister wählen lassen. Letzterer will ihm aber nur einen Streich spielen und ihn bloßstellen, da er ihn für ein verkommenes Subjekt hält. Er verrät Rothuber angeblich das geheime Bundeszeichen der Freimaurer: Daumen zwischen Mittelfinger und Zeigefinger stecken. Damit soll er vor die Tore der Stadt ziehen und wer das Zeichen erkennt, solle sich ihm anschließen.
Während Rothuber mit seinen Kameraden um die Stadt zieht, findet aber die Wahl des Zunftmeisters statt, bei der Rothubers Konkurrent, der Waffenschmied Flammberg, gewählt wird. Rothuber kommt zurück und kann nur berichten, dass die Landleute sein Zeichen für eine „Feige“ gehalten haben und er und seine Genossen aus 45 Wirtshäusern geflogen sind. Als er von der Wahl erfährt, merkt er, dass er hintergangen wurde. Die von Rothhuber verführten Genossen beschließen, ihn in
Zukunft nur mit einer „Feige“ zu begrüßen.
Neben diesem Hauptstrang der „Handlung“ gibt es noch einige Nebenhandlungen, beispielsweise den zu Wallerichs Gefolgschaft gehörenden Waffenschmied Gotthard, der sich in Flambergs Tochter Gretchen verliebt hat. Deren Vater darf aber davon nichts wissen, hat er doch einem Jugendfreund einst versprochen, dass sich ihre Kinder später vermählen werden. Und jetzt ist ein Brief eingetroffen, dass der noch unbekannter Bräutigam heute noch eintreffen wird. (In Suppés nächster Operette Banditenstreiche gibt es eine ähnliche Situation, trotz anderem Librettisten.) Auch hier greift Wallerich hilfreich ein und stellt dem Bräutigam eine Falle, sodass er nicht zum Zuge kommt.
Diese magere Handlung wurden von fast der gesamten zeitgenössischen Presse scharf kritisiert. „Der Text des Herrn Costa gehört zu den schwächsten seiner Gattung, er könnte zum Ballettlibretto erhoben werden, da er zur Entwicklung von Schaugeprängen und Aufzügen so reichlich Anlass bietet.“ Eine andere Zeitung, die auch die „Blödheit des Textes“ anprangert, beklagt allerdings auch Eingriffe der Zensur, „die den närrischen Freiheitsschwärmern […] jedes deutungsfähige Wort aus dem Munde genommen hatte“, so dass aus ihnen nur noch „rätselhafte Gestalten“ übrig blieben, wozu ein weiteres Blatt anmerkt „…ein Chor, dessen gelungenste Strophen - sie werden mimisch angedeutet - die Zensurstriche geliefert haben.“
Das Kuriose an diesem Libretto ist die Tatsache, dass es sowohl als Zweiakter als auch, laut gedrucktem Libretto für kleinere Bühnen gedacht, als Einakter konzipiert ist. Hierbei entfallen dann zwei weitere Nebenhandlungen zu der Nebenhandlung.
Einer Pressenotitz zufolge wurde diese einaktige Fassung bereits 5 Tage nach der Uraufführung im Carltheater aufgeführt, mit dem Hinweis, „dass Komponist und Autor Alles was von der Kritik als unvorteilhaft bezeichnet wurde, beseitigt und nur die mit Beifall aufgenommenen Nummern beibehalten haben.“

## Musik
Es gibt von dieser Operette außer der Ouvertüre keine Einspielung. Diese und eine weitere Ouvertüre, nämlich die zu Suppés posthumer Operette Das Modell, in welcher einige Musikstücke aus den Freigeistern Verwendung fanden, können aber manche Eindrücke über den Charakter der Musik vermitteln.
Im Unterschied zum Libretto fand die Musik mit wenigen Ausnahmen große Zustimmung. „Suppés zweiaktige Operette Freigeister gehört zu den gehaltvolleren Schöpfungen des anerkannten Kompositeurs. Die gelungene Musik ließ die Blödheit des Textes […] vergessen.“ Kritik wurde zuweilen geübt an der zu lauten Musik zu den „Schaugeprängen und Aufzügen“. „Die Operette Freigeister von Suppè ging in des Wortes vollster Bedeutung mit Pauken und Trompeten in Szene…“. Am Ende der Freigeister-Ouvertüre findet sich hierzu ein gutes Beispiel. (Diesen Part hat Suppè übrigens später nochmals im dritten Finale von Donna Juanita verwendet. Dort illustriert er ein vergleichbares Szenario wie beim Original, den Aufzug der Erwachsenen und Kinder zum Jamaika Fest und der Text passt bestens zur Musik: „Beim munt‘rem hellen Schall der Fanfaren, bei des Trommels- und schrillen Pfeiffenspiels…“).
Besonders hervorgehoben werden der Chor der Waffenschmiede, ein reizendes Terzett, ein Schwertlied als Teil eines feuersprühenden Schlusschores am Ende des 1. Aktes, ein komisches Ruck- und Druckduett, ein hochkomisches siebenstimmiges Refrainlied der Freigeister und eine stimmungsvolle Romanze. Letztere ist im Mittelteil der Ouvertüre zu Das Modell zu vernehmen (in der Freigeister Ouvertüre wird sie nur kurz angedeutet). Hervorragend auch, von keiner der Kritiken genannt, ist eine Ronde (auch Wache), welche die Freigeister auf ihrem Zug über die Dörfer von sich geben. Gesichert ist, dass die identischen Einleitungen beider Ouvertüren im Modell dem „Chor der Wäscherinnen“ zuzuordnen ist. Durch einen Vergleich der Textrhythmen konnte ermittelt werden, dass dieses musikalische Motiv aus dieser Ronde der Freigeister stammt.
Trotz dem weitgehenden Lob der Musik war der Erfolg der Operette kein großer und so wurde ein Gerücht, Suppè arbeite bereits an einer neuen Operette, damit dementiert: „der Herr Capellmeister wolle nach dem geringen Erfolge der 'Freigeister' und den Ursachen, welche nach seiner Ansicht dies bedingt, nicht früher ans Componieren gehen, bis nicht das Carltheater eine complette Operetten-Gesellschaft aufzuweisen habe.“ Er ging dann doch ans Komponieren und so entstanden die Banditenstreiche, UA 1867.

## Einspielungen
1. Franz von Suppè Ouvertures Volume 5, Marco Polo 8.223863 -5- Freigeister
2. Franz von Suppè Ouvertures Volume 2, Marco Polo 8.223648 -3- Das Modell